# Couvent des Carmes déchaussés de Lyon
Le couvent des Carmes déchaussés est un ancien couvent de l'Ordre des Carmes déchaux fondé en 1619 situé dans le 5e arrondissement de Lyon. Le couvent devient caserne, pensionnat puis est transformé entre 1907 et 1911 pour accueillir les archives départementales du Rhône. Le site est acquis en octobre 2014 par l'établissement scolaire lyonnais Sainte-Marie Lyon pour devenir son nouvel établissement d'enseignement supérieur : MADE iN Sainte Marie.

## Histoire

### Le couvent
Le couvent est fondé en 1617 grâce à l'acquisition, le 21 août 1617, par le marquis Philibert de Nérestang à la famille de banquiers italiens Mascrany de deux propriétés sur la colline de Fourvière, au lieu-dit rochers de Thunes. Le couvent est placé sous le vocable de Notre-Dame du Mont-Carmel. Reconnu officiellement en 1619, l'ordre fait construire une église en 1622 qui sera consacrée en 1640 ; le reste du couvent est construit entre 1625 et 1684. L'église sera agrandie par l'architecte Jean-Baptiste Roche en 1729.

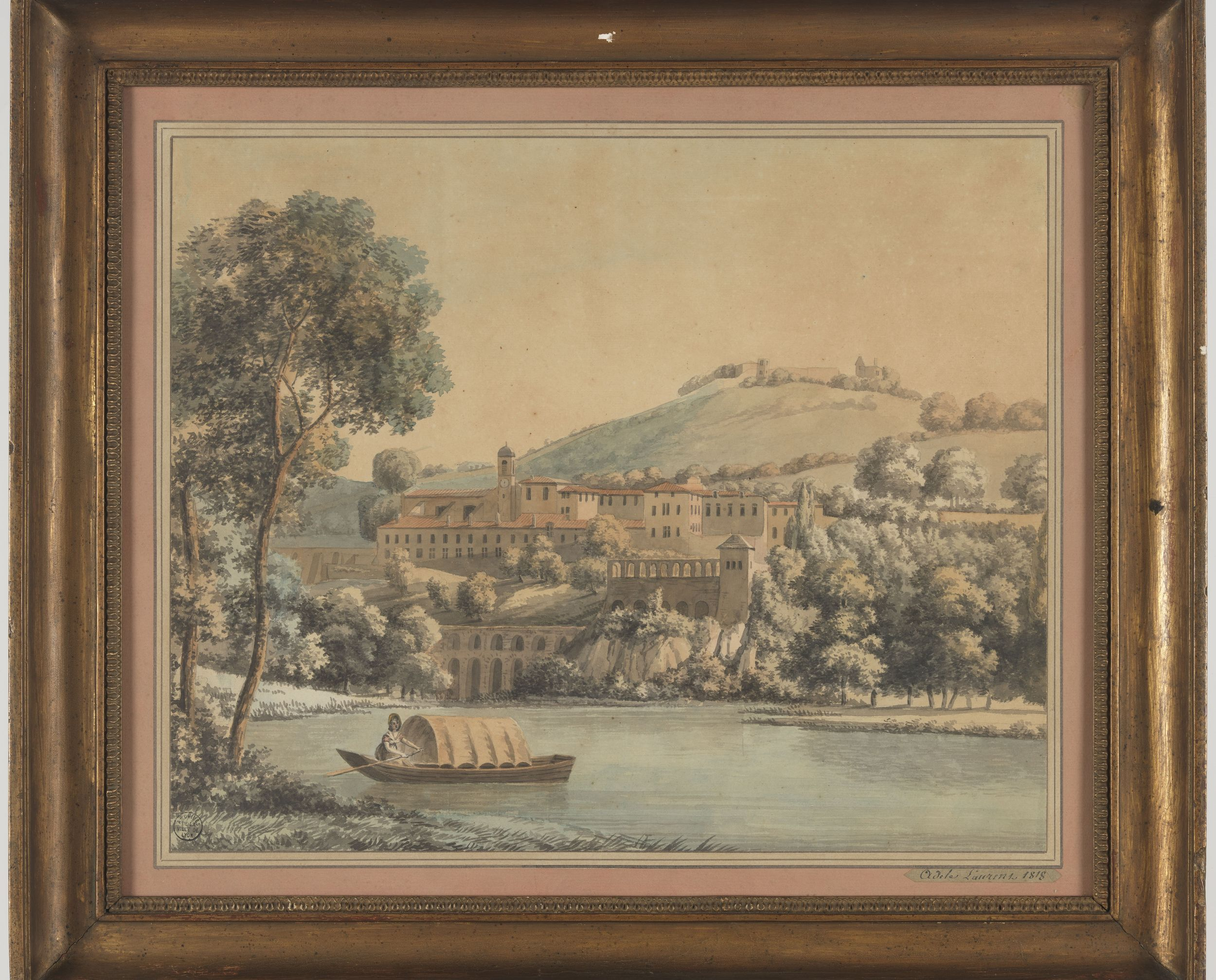
Le couvent des Carmes-déchaussés en 1818
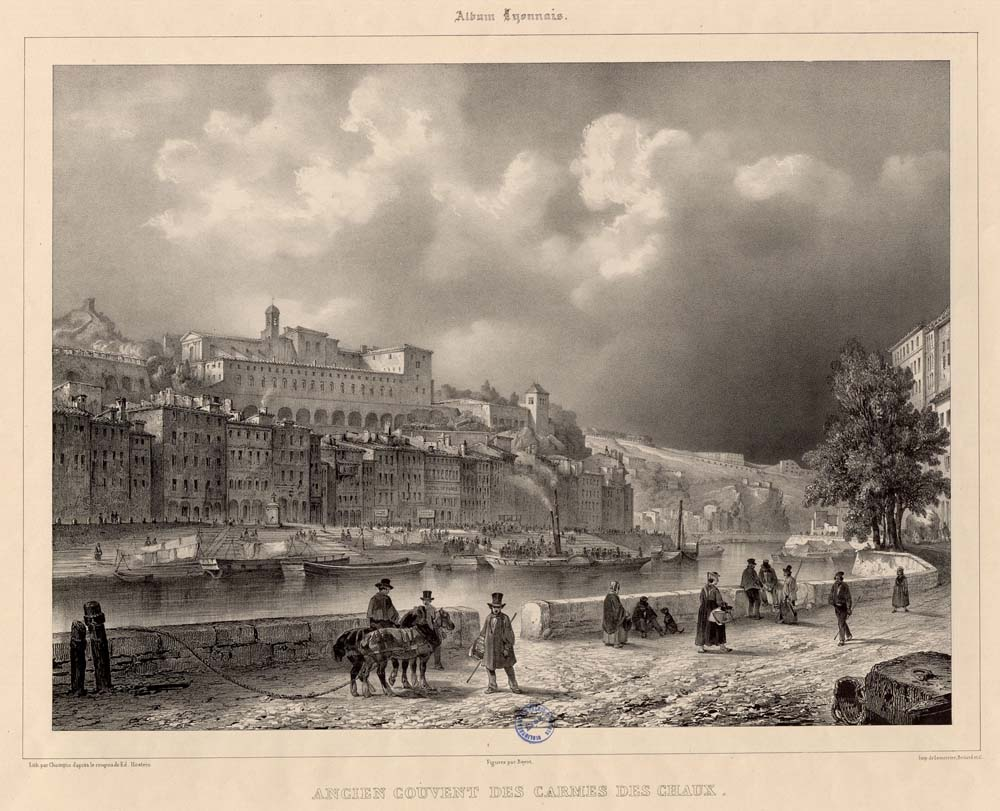
Le couvent des Carmes-déchaussés par Hostein vers 1839
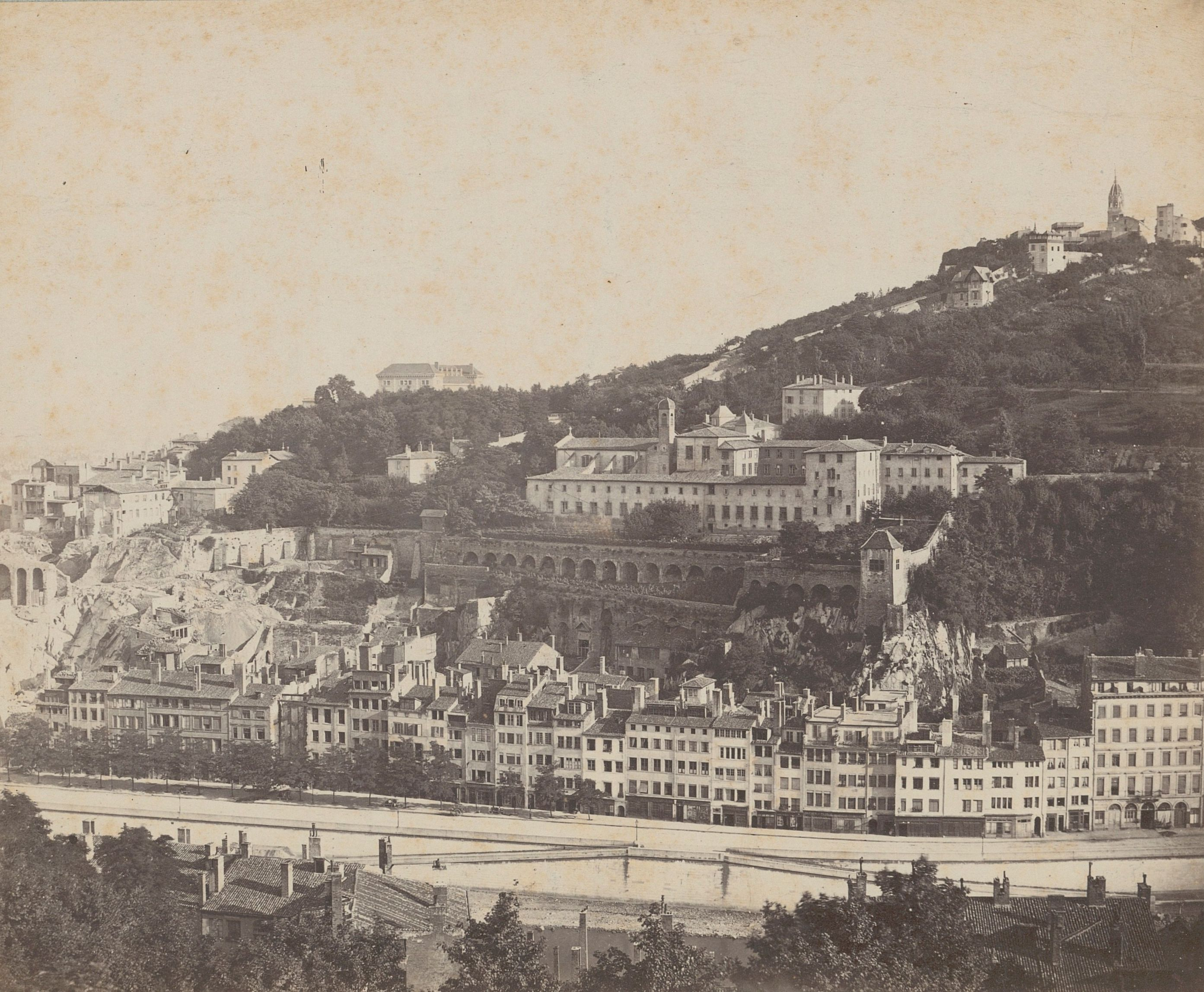
Le couvent des Carmes-déchaussés entre 1873 et 1875

Lors de la Révolution française, le couvent est victime de la Terreur : deux religieux seront fusillés comme prêtres réfractaires, un autre guillotiné en 1794. Par le décret du 13 février 1790, interdisant les vœux monastiques et supprimant les ordres religieux réguliers, la majeure partie du couvent est vendue à la ville de Lyon ; celle-ci envisage d'abord d'y construire une caserne, un dépôt de mendicité ou une maison de correction, mais ces projets sont abandonnées en août 1794.
Le couvent est réquisitionné en 1800 par l’armée, puis est vendu successivement à Jean-Baptiste Gargot et Charles-Etienne Rondot, qui le loue pour héberger le Refuge Saint-Michel de 1809 à 1815. La propriété revient en 1817 à André Nouvellet qui le vend à des religieuses de la communauté de Sainte-Élisabeth. Vendu à des propriétaires privés, le couvent est loué à Félix Bon, alors maire de la commune de Sainte-Foy-lès-Lyon, qui transforme les lieux en caserne militaire pouvant héberger 12 000 militaires dans 600 lits.
Les lieux sont rachetés le 8 septembre 1859 pour y installer le couvent de la congrégation des carmes déchaux de France. Les travaux de réhabilitation sont construits par l’architecte Pierre Bossan, les travaux de décoration intérieure attribués à Paul Borel et Claudius Barriot. En 1860, le couvent est dirigé par Hermann Cohen.
En application de la loi relative au contrat d'association de 1901, la congrégation est dissoute et les lieux mis en vente en 1905.

### Les archives départementales
Le site est acquis par le conseil départemental du Rhône en 1904 pour accueillir ses archives, alors hébergées rue Pierre-Corneille. Les travaux sont effectués entre 1907 et 1911 par l’architecte Louis Rogniat. La partie supérieure de la chapelle est démolie pendant ces travaux,.

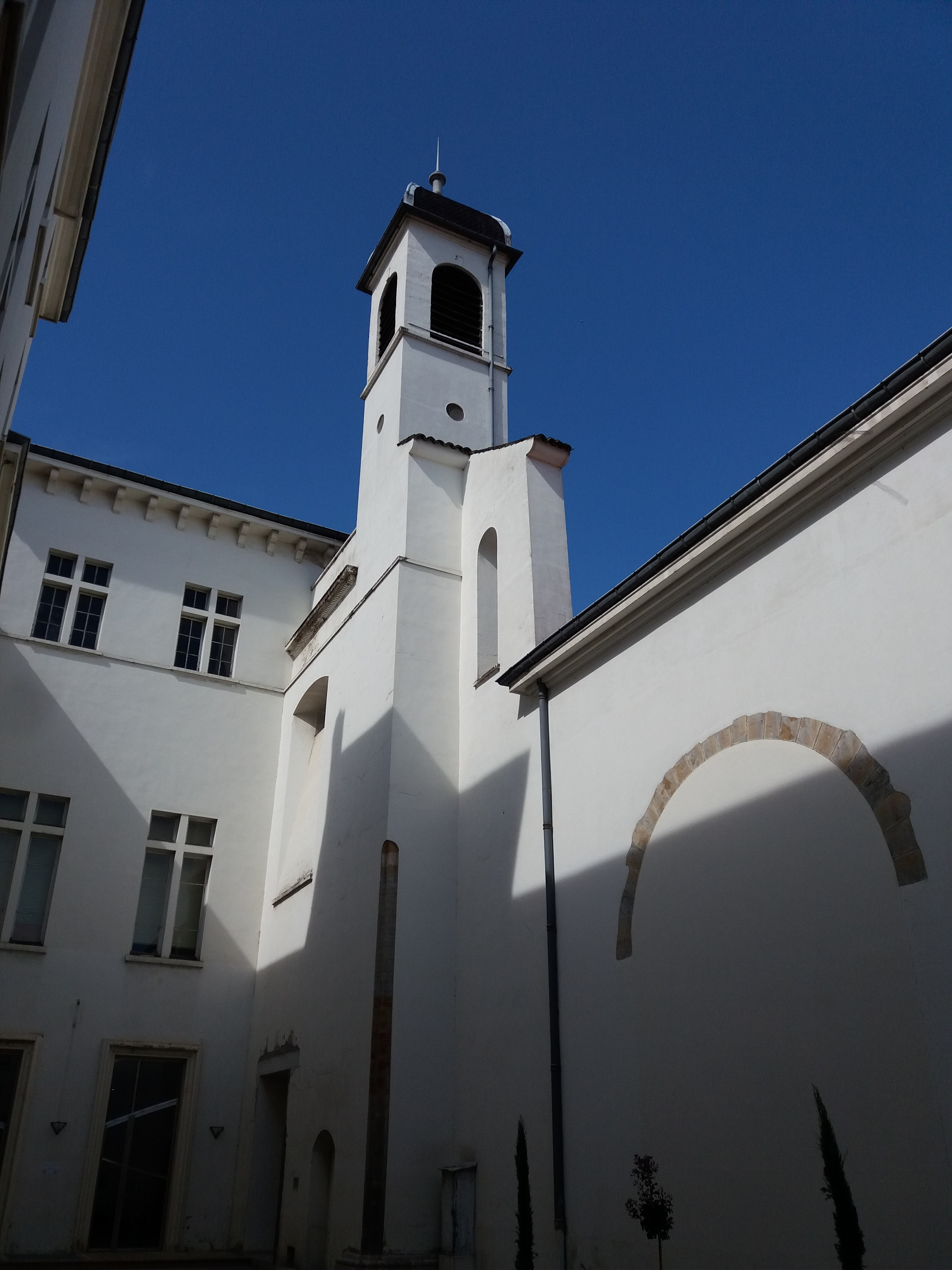
Clocher de l'ancien couvent en 2019
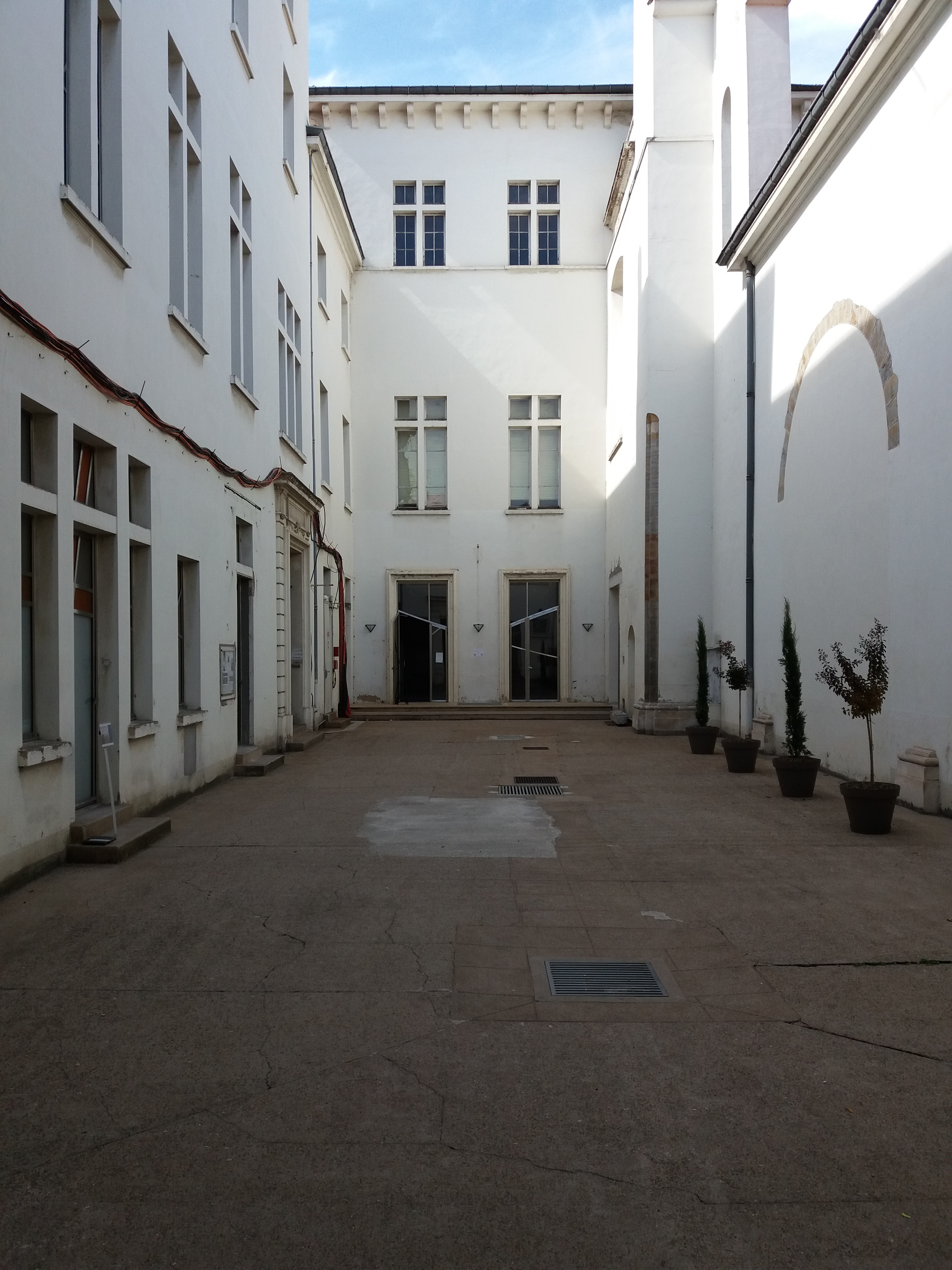
Cour à l'emplacement de la chapelle de l'ancient couvent en 2019
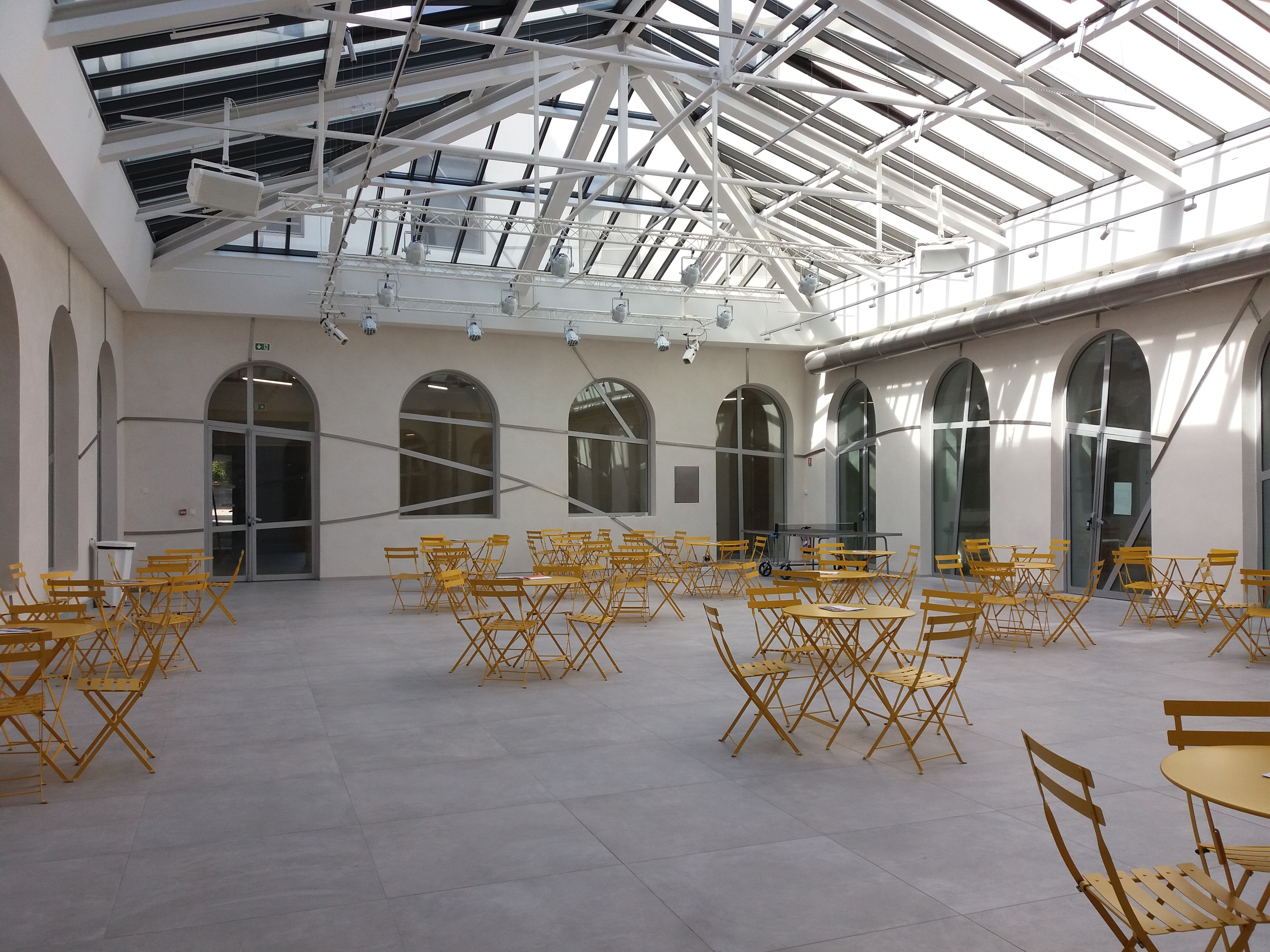
Cloître de l'ancien couvent en 2019

L'espace alloué aux archives atteignant sa capacité maximale en 1980, un autre lieu est construit rue Servient. L'ancien couvent est vendu en 2014 à l'institution Sainte-Marie Lyon qui le transforme en établissement scolaire avec classes et internat.